# Britta Hegethorn
Britta Kristina Hegethorn, född Åstrand 10 januari 1932 i Arlöv, död 10 januari 2005 i Hägerstens församling, var en svensk psykiater.
1972 startade Hegethorn, som överläkare vid Långbro sjukhus i Älvsjö, Sveriges första psykiatriska avdelning för döva, vilket brukar räknas som startskottet för den svenska dövpsykiatrin.
Britta Hegethorn belönades 1992 av Svenska audiologiska sällskapet "för hennes banbrytande arbete inom psykiatrin i Sverige och internationellt". 2005 tilldelades Hegethorn postumt Sveriges Dövas Riksförbunds utmärkelse Kruthmedaljen.
Hegethorn var dotter till bankmannen Halvdan Åstrand och Ingrid Nordström . Hon var från 1961 gift med konstnären Bengt Hegethorn (1925–1999).